# 陳煒舜
陳煒舜（英語：Nicholas Louis Chan，1975年6月27日—），字子堯，號堇塘，香港文史學者。現任香港中文大學中國語言及文學系副系主任、副教授、博士生導師。學術興趣主要在於中國古典文學、文獻學、神話學及翻譯研究等，並在業餘時間從事母校拔萃男書院校史及本地混血社群之研究。
陳煒舜一直擔任香港公共圖書館主辦「全港詩詞創作比賽」學生組及公開組之評判，並於每年三月主持與比賽配套之詩詞寫作講座。又擔任香港新市鎮文化教育協會主辦「全港學界對聯創作比賽暨國際對聯創作比賽」之評判。此外，且兼任《新亞生活》月刊及《華人文化研究》半年刊主編。

## 簡歷
陳煒舜中學就讀香港拔萃男書院，曾擔任校刊主編、學生長及高級合唱團（Senior Choir）秘書。自香港中文大學逸夫書院工商管理系畢業後，考入同校中國語言及文學系，先後獲得碩士及博士學位。
2003年博士畢業未幾，前往臺灣任教於宜蘭佛光大學文學系，與龔鵬程、馬森、李明濱、金春峰、潘美月、楊松年、黃德偉、黃維樑、陸潤棠等前輩學人共事。曾擔任元明清研究中心主任，並在大學部、在職碩士專班及碩博士班開設課程，包括「神話文獻專題」、「詩經」、「楚辭」、「先秦古逸詩」、「漢魏六朝詩選」、「歷代元首詩」、「唐五代詞」、「昭明文選」、「歷代文選」、「左傳」、「目錄學」、「紅樓夢」、「文學與音樂」、「文學概論」、「中國文學史」、「文學研究與論文寫作」、「詩詞曲習作」、「西方詩選」、「從荷馬到但丁」等科目。
2010年，返回中大中文系任教，負責「詩經」、「楚辭」、「漢魏六朝詩」、「中國文學史」、「詩選及習作」、「唐五代詞」、「蘇辛詞」、「歷代文選」、「先秦神話」等科目之講授。陳煒舜授課風趣幽默，出入中外經典，是中大中文系受學生歡迎的資深老師。
此外，陳煒舜還在新亞研究所之「誠明講堂」主持講座，目前已開設〈眾神喧赫︰中西神話導賞〉（2018年5月）、〈金玉爾音：先秦詩歌導賞〉（2021年1月）、〈風骨情采︰漢魏六朝詩歌導賞〉（2021年5月）、〈興象風神︰唐代詩歌導賞〉（2021年8月）、〈情理交融︰宋金詩歌導賞〉（2022年6-7月）、〈復古創新︰元明清詩歌導賞〉（2023年2月）、〈眾聲交響︰現代格律詩歌導賞〉（2023年5月），每個主題各四講。
陳煒舜曾為謎米香港網站、《大公報》「新園地」之「星光心語」及「香港人與事」專欄、《明報》教育版之「詩情有煒」專欄撰稿。目前負責之專欄包括網絡媒體「橙新聞」之「伯爵茶跡」欄目
、「灼見名家」之「堇塘漫錄」欄目等。同時還為香港聖公會刊物《教聲》不定期撰稿，淺談香港教育史。此外，其作品也不時見於《國文天地》、《民權時報》、「虛詞．無形」 等傳統及網絡媒體。

## 影視廣播節目
- 2018年至2021年，陳煒舜曾擔任由香港電台電視部製作的學術性清談節目《五夜講場：文學放得開》的嘉賓。[6]
- 2021年，擔任香港公共圖書館節目【文學101－賞讀文學】之《瞬談唐詩》短片主持，[7]
- 2022年起，不定期在香港電台之「講東講西」、「大地書香」等節目中擔任嘉賓。
- 2023年，陳煒舜與香港理工大學李萌博士擔任由香港電台電視部製作的學術性清談節目《大師對談》第六季之主持，節目主題以「可以唱的文學作品」為題，由該曲的歷史背景、文學與音樂的結合，從《詩經》、《楚辭》一直講到香港華語歌曲，強調「讓歷代大師憑藉主持人之口與觀眾對談」。各集皆呈現一首歌曲，由趙文海及其團隊為集內談到的一首作品譜曲、配樂，並由不同歌手演繹。[8] [9]
- 2023至2024年，擔任香港公共圖書館節目【文學101－賞讀文學】《神話文學》短片之嘉賓。[10]
- 2025年，擔任一本讀書會之閱讀推廣人，錄製若干訪談短片。

## 主要著作
陳煒舜編著出版書籍三十餘種，並於海內外研討會及期刊上發表論文近二百篇。暇時喜好創作散文、新舊體詩歌，翻譯外文詩歌與歌詞。

### 編著書籍
以下只列出陳氏近年已出版之主要著述的通行版本。
| 著作名稱                                                     | 著者                                                                                               | 出版地   | 出版社                       | 出版年分 |
| ------------------------------------------------------------ | -------------------------------------------------------------------------------------------------- | -------- | ---------------------------- | -------- |
| 《楚辭練要》                                                 | 陳煒舜著，潘美月序                                                                                 | 宜蘭礁溪 | 佛光大學                     | 2006     |
| 音樂隨筆《尋找繆思的歌聲》                                   | 陳煒舜著，潘迪華、施鴻鄂、趙寧序                                                                   | 臺北     | 揚智出版社                   | 2006     |
| 《屈騷纂緒：楚辭學研究論集》                                 | 陳煒舜著，潘美月、陳怡良序，何文匯題簽                                                             | 臺北     | 學生書局 huan                | 2008     |
| 《明代前期楚辭學史論》                                       | 陳煒舜著，吳宏一、何文匯序                                                                         | 臺北     | 學生書局                     | 2011     |
| 《楚辭》                                                     | 陳煒舜註釋                                                                                         | 香港     | 中華書局                     | 2013     |
| 《從荷馬到但丁︰史詩戲劇中的西洋古代文化與文明》             | 陳煒舜著，李明濱、黃德偉、黃維樑、陸潤棠、劉介民序                                                 | 臺北     | 五南出版公司                 | 2013     |
| 《神話傳說筆記》                                             | 陳煒舜著，張澤珣、林佳燕序，黃耀堃題簽                                                             | 香港     | 中和出版公司                 | 2016     |
| 《卿雲光華：列朝帝王詩漫談》                                 | 陳煒舜著，曾永義、楊松年、龔鵬程序，龔鵬程題簽                                                     | 臺北     | 唐山出版社                   | 2017     |
| 《風雅傳承︰民初以來舊體文學論集》                           | 程中山、陳煒舜主編                                                                                 | 香港     | 中文大學出版社               | 2017     |
| 《文化記憶中的香港》，《思與言》第五十五卷第二期專號         | 陳煒舜主編                                                                                         | 臺北     | 《思與言》人文與社會科學期刊 | 2017     |
| 《被誤認的老照片》                                           | 陳煒舜著，趙孝萱、李家翹序                                                                         | 香港     | 中和出版公司                 | 2018     |
| 《世俗想像與歷史記憶：晚明話本帝王故事新考》                 | 陳煒舜著，許又方、洪濤序                                                                           | 臺北     | 萬卷樓                       | 2018     |
| 《先民有作：古逸詩析註》                                     | 陳煒舜賞析，魏紅岩、唐甜甜簡註，洪若震、李燕序                                                     | 香港     | 中和出版公司                 | 2019     |
| 《明代後期楚辭接受研究論集》                                 | 陳煒舜著，黃靈庚、張高評序                                                                         | 北京     | 中華書局                     | 2019     |
| 《拔萃山人誌︰拔萃男書院校史文集》卷一《樂道安常》           | 陳煒舜、方頴聰、鍾宏安編撰，鄭基恩、黃永、歐陽英傑、呂秉權序，黎澤倫題簽                           | 香港     | 拔萃男書院                   | 2019     |
| 《薇紫欒紅稿－－臺北研修年假雜詠》                           | 陳煒舜著，鄭吉雄、范宜如、長谷部剛序                                                               | 臺北     | 萬卷樓                       | 2020     |
| 《玉屑金針：學林訪談錄》第一、二輯                           | 陳煒舜主編，張雙慶序                                                                               | 香港     | 初文出版社                   | 2020     |
| 《段祺瑞正道居詩文註解》                                     | 陳煒舜著，段昌國、王漢國序，黃慶明題簽                                                             | 臺北     | 萬卷樓                       | 2020     |
| 《大林生態之美：鳴鳥@南華大學：謝鎮財總務長攝影集二》        | 謝鎮財攝影、陳煒舜賦詩                                                                             | 嘉義     | 南華大學                     | 2020     |
| 《文選資料彙編．騷類卷》                                     | 陳煒舜主編                                                                                         | 北京     | 中華書局                     | 2021     |
| 《中學生文言經典選讀：詩經》                                 | 陳煒舜、凌頌榮著                                                                                   | 香港     | 中華書局                     | 2021     |
| 《典型夙昔──前修緬思錄（初集）》                             | 陳煒舜編著，車行健序                                                                               | 臺北     | 萬卷樓                       | 2021     |
| 《女仔館興衰：香港拔萃書室的史前史（1860-1869）》            | 陳煒舜、方頴聰著，馮以浤序                                                                         | 香港     | 中和出版公司                 | 2021     |
| 《古典詩的現代面孔：「清末一代」舊體詩人的記憶、想像與認同》 | 陳煒舜著，左鵬軍、黃美娥序                                                                         | 臺北     | 新文豐                       | 2021     |
| 《上海．香港．時代曲紀夢詩》                                 | 陳煒舜著，嚴佐之、岑詠芳、陸潤棠、范宜如序                                                         | 臺北     | 唐山出版社                   | 2021     |
| 《風雅傳承︰民初以來舊體文學論集二集》                       | 程中山、陳煒舜主編                                                                                 | 香港     | 中文大學出版社               | 2021     |
| 《感世與自適：北洋元首的文學場域》                           | 陳煒舜著，何文匯、段昌國序                                                                         | 香港     | 中華書局                     | 2023     |
| 《漢藏之間：倉央嘉措舊體譯述研究》                           | 陳煒舜著，張曼儀、劉國威序                                                                         | 臺北     | 萬卷樓                       | 2023     |
| 《堇塘雜文錄：以寫療寫》                                     | 陳煒舜著，葉嘉詠序                                                                                 | 香港     | 初文出版社                   | 2023     |
| 《典型夙昔──前修緬思錄（二集）》                             | 陳煒舜編著，李欣錫序                                                                               | 臺北     | 萬卷樓                       | 2024     |
| 《從王土到共和︰「清末一代」古典詩人淺談》                   | 陳煒舜著，李學銘、張灼祥序，林翼勳題簽                                                             | 香港     | 初文出版社                   | 2024     |
| 《拔萃山人誌︰拔萃男書院校史文集》卷二《負軛於身》           | 陳煒舜、方頴聰、鍾宏安編撰，張灼祥、黃賢序，張灼祥題簽                                             | 香港     | 拔萃男書院                   | 2024     |
| 《拔萃山人誌︰拔萃男書院校史文集》卷三《遠慮深思》           | 陳煒舜、方頴聰、鍾宏安編撰，黎澤倫、馮以浤序，鄭基恩題簽                                           | 香港     | 拔萃男書院                   | 2024     |
| 《詩國晨曦︰古今風雅話詩經》                                 | 陳煒舜著，江弱水序                                                                                 | 鄭州     | 中州古籍出版社               | 2025     |
| 《益智仁室詩說︰何敬羣先生著作選刊》                         | 何敬羣著，陳煒舜 暨 香港中文大學新亞書院七十五周年校慶活動督導委員會出版小組主編，李學銘、陳志誠序 | 香港     | 中華書局                     | 2025     |
| 《聲律之舞︰詩詞聯創作八講》                                 | 陳煒舜著，李慶、李宜學序                                                                           | 香港     | 中和出版公司                 | 2025     |
| 《春華秋實︰拔萃山上的往事》                                 | 馮以浤原著，陳煒舜編纂                                                                             | 香港     | 香港文學生活館               | 2025     |
| 《春風舊雨︰回歸前香港教育論說長短篇》                       | 馮以浤原著，陳煒舜編纂，張灼祥序                                                                   | 香港     | 香港文學生活館               | 2025     |
| 《由格律到神理：戰後香港（1945-1979）舊體詩學發覆》          | 陳煒舜著，朴永煥、樊善標序                                                                         | 香港     | 商務印書館                   | 2025     |
| 《芳華相接︰海派時代曲十三談》                               | 陳煒舜著，張慧芳、俞肇熊序                                                                         | 香港     | 三聯書店                     | 2025     |

### 學術文章/期刊發報[12]
| 先秦神話中黃帝五重身分試探 (2018) |
| 玄天上帝籤詩演變管窺 (2018) |
| 中華書局《文選資料彙編．騷類卷》後記 (2017) |
| 似煙還似非煙︰從「全港詩詞比賽評審會議」說起 (2017) |
| 先施以誠︰李蘭甫教授十年祭 (2017) |
| 先秦神話中黃帝五重身分試探︰兼論其神格與玄武之淵源 (2017) |
| 博學與尚趣︰明代楚辭學研究的一個面向 (2017) |
| 卿雲光華：列朝帝王詩漫談 (2017) |
| 大塊文章誰寫得，天然巨幅彩雲箋︰梁寒操、盧前韻文中的新疆行旅 (2017) |
| 新亞研究所丙申春祭典禮祭先師文 (2017) |
| 明代政治場域下的楚辭學研究 (2017) |
| 段祺瑞《正道居集》之感世宗旨探論 (A Study on the Aim of the Worldly Concerns in Zhengdaoju ji of Duan Qirui) (2017)                                                                |
| 混血兒的身分認同與價值實現︰香港報刊內外的施玉麒 (The Identity Formation and Value Realization of a Eurasian: Canon George Zimmern in and out of the Hong Kong Periodicals) (2017) |
| 神話傳說筆記 (2017) |
| 等閒識得東風面，萬紫千紅總是春──思想史家金春峰教授訪談錄 (2017) |
| 興亡閱盡垂垂老，我亦新華夢裡人︰袁克權、張伯駒詩詞中的袁家往事 (2017) |
| 被誤認的老照片 (2017) |
| 試論明代楚辭學的地緣文化特徵 (2017) |
| 試論汪宗衍對《清史稿》所錄書籍之考訂 (2017) |
| 顓頊北方天帝神格試論 (2017) |
| 風雅傳承︰民初以來舊體文學論集 (2017) |
| 別開粉墨登場局，令套當然是正宗︰盧前《論曲絕句》散曲觀試論 (2016) |
| 北帝信仰的起源與發展試論 (2016) |
| 張鳳翼及其《楚辭》眉批試探 (An Exploration of Zhang Fengyi’s Marginal Notes to Chu ci) (2016)                                                                                      |
| 拼花石路上的跫音︰俄蘇學家李明濱教授訪談錄 (2016) |
| 斟酌得解，折中而舉︰李炳南《詩階述唐讀詩先讀求味》探研 (2016) |
| 李炳南《詩階述唐．學詩先讀求味》初探 (2016) |
| 清哀炎帝女，少年慕鳥音：陳公博、胡蘭成舊體詩中的淑世心態試論 (2016) |
| 登樓信美非吾土，東望淒淒百感并︰王家鴻、蘇雪林詩中的戰間期歐洲生活 (2016) |
| 等閒識得東風面，萬紫千紅總是春︰-思想史家金春峰教授訪談錄 (2016) |
| 試論《地藏經‧見聞利益品》長行重頌的互文情況 (2016) |
| 試論辜鴻銘《論語譯英文》對曾子言行的闡釋 (2016) |
| 長教葵麥泣春風︰試論瞿兌之《燕都覽古詩話》題詩中的時空想像 (2016) |
| 京華不是舊京華，莫向東陵問種瓜︰溥儒、溥傑遊觀詩詞中的故國意象 (2015) |
| 吸納與烘染︰互文性視域下的擬話本帝王故事 (2015) |
| 宗修《湖州府志．藝文略》引《湖錄．經籍攷》管窺 (2015) |
| 登樓信美非吾土，遙望神州詠式微︰王家鴻、蘇雪林詩中的戰間期歐洲生活 (2015) |
| 袁桷及其藏書始末探論 (2008) |